# Hoax (песня)
«Hoax» (стилизация под строчные буквы) (с англ. — «Мистификация, обман») — песня американской певицы Тейлор Свифт, вышедшая 24 июля 2020 года на лейбле Republic Records вместе с выходом восьмого студийного альбома Folklore в качестве шестнадцатой финальной композицией его стандартного издания. Свифт написала песню вместе с её продюсером Аароном Десснером. Медленная фортепианная баллада «Hoax» рассказывает о небезупречных, но длительных отношениях; Свифт описывает детали, используя мотивы и образы.
Песня «Hoax» получила от смешанных до положительных отзывов критиков, некоторые из которых похвалили текст, а другие сочли её легко забываемой. Композиция заняла 71-е место в американском чарте Billboard Hot 100 и вошла в чарты Австралии, Канады и Великобритании. Песня получила золотой сертификат от Австралийской ассоциации звукозаписывающей индустрии (ARIA). Свифт исполнила песню в концертном документальном фильме Disney+ «Folklore: The Long Pond Studio Sessions» (2020) и выступила с ней в Дублине на Eras Tour (28 июня 2024).

## История
Американская певица Тейлор Свифт начала работу над своим восьмым студийным альбомом Folklore во время локдауна пандемии COVID-19 в начале 2020 года. В качестве продюсера для альбома она привлекла своего первого соавтора Аарона Десснера. Свифт написала девять песен в соавторстве с Десснером, который спродюсировал их все, включая «Hoax». Это был третий трек, который они сделали после «Cardigan», «Seven» и «Peace». Из-за локдауна Свифт и Десснер были разлучены и поэтому создали Folklore, обмениваясь цифровыми файлами; песни, над которыми они работали, изначально были инструментальными треками Десснера, которые он отправлял Свифт для написания мелодии и текста.
24 июля 2020 года песня «Hoax» была выпущена Republic Records в качестве финального трека на стандартном издании альбома Folklore.

## Композиция
«Hoax» — это медленная фортепианная баллада продолжительностью три минуты сорок секунд. Оркестровка написана Робом Мусом, в ней использованы акустическая и электрическая гитары, OP1, синтезаторный бас, альт, скрипка, перкуссия и приглушённые струнные. «Hoax» был записан в Long Pond Studios в Hudson Valley. Вокал был записан в студии Kitty Committee в Лос-Анджелесе, а инструменты — в Hudson Valley и Бруклине. Песня была смикширована в студии Long Pond и прошла мастеринг в Sterling Sound в Нью-Йорке.

## Отзывы
Критики дали «Hoax» от смешанных до положительных отзывов. Майкл Самсион из PopMatters похвалил вокал Свифт и назвал песню одним из треков, представляющих «убедительную и завораживающую лоскутную структуру» альбома. Кэлли Алгрим из Business Insider нашла большую часть текста «прекрасной и разрушительной», а Кортни Ларокка из того же издания назвала песню «коварно блестящей». Панч Ливанаг из Manila Bulletin выбрал «Hoax» как одну из песен Folklore, строки которой вызывают яркие образы и соответствующие эмоции. Автор Slate Карл Уилсон считает, что песня является одним из треков, наиболее напоминающих «обнажённую интимность» певицы- и автора-исполнителя Джони Митчелл. Джилл Гутовиц из Vulture сочла её «ошеломляющим завершением», в котором «Свифт наконец-то [сошла] с моста здравомыслия» на «грань безумия» альбома.
Автор газеты The Guardian Китти Эмпайр посчитала песню недостаточно впечатляющей: «Обидно, что в этих ищущих, интеллектуальных песнях так мало настоящего риска с формой». Ханна Майлреа из NME сочла её наименее «запоминающейся» в альбоме, а Джил Мэйпс из Pitchfork отнесла песню к числу тех, которые Folklore «могли бы быть использовать для выборочной обрезки». Джон Вольмахер из Beats Per Minute назвал песню «разочаровывающе клинической» и настаивал, что она должна была быть делюкс-треком.

## Коммерческий успех
После выхода альбома Folklore песня «Hoax» дебютировала на 71 месте в чарте Billboard Hot 100, на 14 месте в Hot Rock & Alternative Songs и на 13 месте в Rolling Stone Top 100. Также песня достигла 43 места в австралийском чарте ARIA Singles Chart и 51 места в канадском чарте Canadian Hot 100.

## Участники записи
По данным из альбомного буклета и Pitchfork.
- Тейлор Свифт — вокал, автор
- Аарон Десснер — автор, продюсер, звукозапись, бас, фортепиано, меллотрон, синтезаторы, электрогитара
- Роб Мус — оркестровка, альт, скрипка, звукозапись
- Лаура Сиск — звукозапись
- Джонатан Лоу — сведение, звукозапись
- Рэнди Меррилл — мастеринг

## Чарты
| Чарт (2020)                                  | Высшая позиция |
| -------------------------------------------- | -------------- |
| Австралия (ARIA)                             | 43             |
| Канада (Billboard Canadian Hot 100)          | 51             |
| Великобритания (UK Streaming Chart)          | 70             |
| США (Billboard Hot 100)                      | 71             |
| США (Billboard Hot Rock & Alternative Songs) | 14             |
| США Rolling Stone Top 100                    | 13             |

| Чарт (2020)                                   | Позиция |
| --------------------------------------------- | ------- |
| США (Hot Rock & Alternative Songs, Billboard) | 62      |

## Сертификации
| Регион                                                                      | Сертификация | Продажи |
| --------------------------------------------------------------------------- | ------------ | ------- |
| Австралия (ARIA)                                                            | Золотой      | 35 000  |
| Данные о продажах + прослушиваниях приведены только на основе сертификации. |              |         |